# Ministeriet för underrättelsetjänst (Iran)

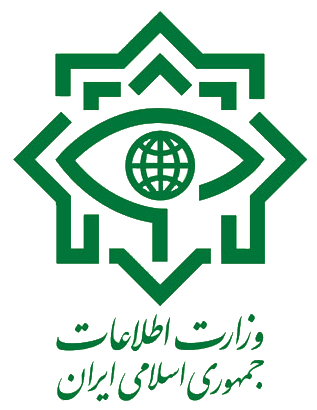
Logotyp.

Ministeriet för underrättelsetjänst (persiska: وزارت اطلاعات جمهوری اسلامی ایران, Vezarat-e Ettela'at Jomhuri-ye Eslami-ye Iran) är den primära underrättelse- och säkerhetstjänsten i den Islamiska Republiken Iran. Den har även varit känd under namnen VEVAK (Vezarat-e Ettela'at va Amniyat-e Keshvar) och SAVAMA. Delar av organisationen hämtades från den föregående regimens säkerhetstjänst SAVAK.
Säkerhetstjänsten tros ha varit delaktig i ett flertal mord och attentat, bland annat mordet på Shapur Bakhtiar och en av hans medarbetare i Paris 1991, Mykonosattentatet i Berlin 1992 och AMIA-attentatet mot ett judiskt kulturcentrum i Buenos Aires 1994 då 85 personer dödades och över 200 skadades.